# Каталина Сандино Морено
Каталина Сандино Морено (шп. Catalina Sandino Moreno) је колумбијска глумица, рођена 19. априла 1981. године у Боготи (Колумбија).